# Објективни корелатив
Објективни корелатив је књижевнотеоријски појам који је увео Т. С. Елиот. Први пут га је употребио у есеју о Хамлету објављеном у збирци есеја Света шума. 
"Једини начин да се емоција изрази у уметничкој форми јесте да се пронађе објективни корелатив; другим речима, скуп објеката, ситуација, ланац догађаја који ће бити формула за ту посебну емоцију; таква формула да када су дате спољашње чињенице, које се морају завршити у чулном искуству, та емоција се одмах јавља"